# 林堉
林堉（1432年—？），字克茂，福建福州府福清县人，軍籍，明朝政治人物、進士出身。

## 生平
景泰七年（1456年）丙子科福建鄉試第四十三名舉人。成化二年，登丙戌科進士，歷景寧縣知縣，升任御史。

## 家族
曾祖林阳。祖父林源。父林鎻。母俞氏。具慶下。弟林塾。娶陳氏。